# Corinne Bertani
Pour les articles homonymes, voir Bertani.
Corinne Bertani est une femme politique monégasque. Elle est membre du Conseil national depuis 2018.

## Biographie
Elle est élue en 2018 au Conseil national de Monaco sur la liste Horizon Monaco de Stéphane Valeri.
Directrice d'une agence de voyages, elle est également secrétaire générale de la Fédération des Entreprises Monégasques et présidente du Syndicat Monégasque des Agences de Voyages.